# Петлюра (Канада)
Петлюра — населений пункт у Канаді, Манітоба, сільський муніципалітет Райдін-Маунтін-Вест.
Заснований українцями. Поштове відділення працювало у 1930—1951 роках. Діє церква у підпорядкуванні УПЦ в Канаді.